# 해상법
해상법은 민법이나 상법 기타에서와 같이 형식적 의의와 실질적 의의의 둘로 나누어 볼 수 있다. 형식적 의미의 해상법은 상법전 5편 해상(海商)의 규정을 뜻하고, 실질적 의미의 해상법은 학설에 차이가 있으나, 기업법인 상법의 일부문으로서 해상기업(海商企業)에 특유한 법규의 전체라고 정의할 수 있다. 해상법의 정의에 관하여 유의할 것은 종래의 해상법의 독자성에 관한 논의이다. 해상법의 독자성이란 ① 해상법이 인접관계에 있는 민법과 일반상법에 비하여 특수한 성질을 갖고 있다는 '특수성'에 관한 논의와, ② 이 특수성 때문에 민법의 특별법인 상법의 일부문이면서 법률상 지속적 지위(持續的地位)를 인정하여, 일반상법의 원칙은 해상법에 바로 적용할 수 없다는 '해상법의 자주성'에 관한 논의의 두 가지 내용을 포함하고 있다. 이러한 '해상법의 독자성'만을 강조하여 본다면 해상기업관계에는 민법이나 일반상법규정은 적용될 수 없다는 결론이 된다. 그러나 해상기업이라 하더라도 그 법률관계의 본질에 있어서는 일반법률관계와 공통되는 것이기 때문에 해상법의 독자성을 절대적으로 강조하는 것은 타당하지 못하고 '상대적인 의미'에 있어 그의 독자성은 인정된다는 데에 학설은 일치하고 있다. 또한 해상법학은 실질적 의미의 해상법을 연구대상으로 하여야 할 것임은 당연하다.

## 해상법의 연혁
고대 바빌로니아의 함무라비법전(Hammurabi法典：B C 19세기) 중의 배와 항행(航行)에 관한 규정이 가장 오래된 해상법의 성문법규라 한다. 20세기에 들어와서는 해운(海運)의 중요한 속성인 국제성(國際性)에 기인하는 섭외적(涉外的) 법률관계를 조정하기 위하여 여러 해상법상의 통일조약(統一條約)이 성립하였다. 특히 제2차 대전 이후에는 통일조약제정의 움직임이 활발하였고 근래에는 정부간해사협의기구(政府間海事協議機構：IMCO)가 중심이 되어 해사에 관한 공법분야의 통일조약이 성립되고 있다. 한편 우리나라에 있어서는 이미 신라시대(新羅時代：A D 7세기)에 선부서(船府署)를 두었고 조선시대에는 전함사(典艦司)를 두어 수운(水運)과 해운(海運)을 관장하였으므로 해상에 관한 관습법과 칙령 기타의 제정법이 존재하였음은 확실하나 이 분야에 체계적 연구가 아직 불비한 형편이다. 현행 해상법은 종래의 의용상법시절의 독일·프랑스 등 대륙법(大陸法)을 모법으로 한 것이었으나 새 상법의 제정(1962년)으로 영미법(英美法)의 영향이 강한 통일조약이 많이 수용(受容)되어 있다.

## 해상법의 법원(法源)
일반적으로 법원이라 하면 법의 존재형식을 말한다. 해상법의 법원이라 하면 실질적 의미에 있어서의 해상법의 존재형식을 말한다. 그러므로 현행의 해상에 관한 성문법·명령·조약·관습법과 학설이론이 있으나 판례 및 조리도 해상법의 법원이라 할 수 있다. 이러한 법원 중 상법 5편의 해상에 관한 규정이 가장 중요한 것이고, 이밖에 해상기업의 국제성 때문에 많은 국제통일조약이 성립되고 있으므로 정부가 적법절차를 취한 통일조약에 대하여 법원으로서 늘 주의를 기울여야 할 것이다. 한편 상법은 구법을 폐지하고 새로 제정된 것이나 해상에 관하여 과거의 낡은 제도를 전면적으로 개정하지 못하고 통일조약의 몇 개를 받아들여 부분적인 개정을 꾀하였으므로 해상기업의 급속한 기술혁신에 따른 현실적 실상을 반영치 못하여 불비한 점이 적지 아니하다. 특히 현대 해운경영에 있어서 중요한 정기용선(定期傭船)관계, 근래의 컨테이너(container) 수송의 발달에 따른 운송인의 책임문제, 선박금융을 위한 선박담보권(船舶擔保權)관계, 해양오염(汚染)에 관한 사법상의 책임문제 등은 법률관계의 새 분야로서 법적 보완이 요구되는 분야이다.

## 해상기업조직

### 선박
선박이란 광의로는 물에서 항행하는 용도에 사용되는 구조물(構造物)을 말하고 협의로는 각 법령의 목적에 따라 적합하게 범위를 제한하여 정의한다. 해상법상의 선박은 상행위 기타 영리를 목적으로 항해에 사용하는 것을 말한다(740조). 이것을 상설하면 다음과 같다.
- 선박이 항해에 사용되어야 한다. 따라서 호천(湖川)·항만·운하만을 항행하는 내수선(內水船)은 상법상의 선박이 아니다. '항행에 사용'한다는 것은 바다를 항행할 가능성이 구비될 것이 조건이 된다. 따라서 항행의 가능성이 있는 것이 어떠한 원인(훼손·천재)으로 항행 가능성을 잃게 된 때에도 이것을 선박이라 보는 것이 통설이다. 한편 건조중(建造中)인 선박은 여기서 말하는 선박이 아니다. 그러나 경우에 따라서는 건조주인 선박도 법률상 선박으로 보는 경우가 있다.

- 상행위 기타 영리를 목적으로 하여야 한다. 즉 선박이 상법상의 선박이 되기 위하여서는 항해에 사용되는 외에 상행위 기타 영리를 목적으로 하여야 한다. 구 상법에서는 상해위를 목적으로 하는 선박으로 재한하였으나 현행 법은 기타 영리의 목적까지 포함하였으므로 상행위를 목적으로 하는 상선 뿐 아니라 어선과 같이 상행위 이외의 영리를 목적으로 하는 선박도 포함한다. 또한 선박법 29조는 상법상의 선박의 요건(740조)을 더욱 확장하여 국유(國有) 또는 공유의 선박 이외의 일반 항행선에 모두 해상법 규정을 준용하도록 하였다.

- 단정(短艇) 또는 2도로 운전하는 선박에는 적용되지 않는다(741조). 이러한 작은 배는 해상법상의 선박의 범위에서 제외하여 일반 상법이나 민법의 적용을 받게 하였다.[2]

### 선박의 성질
선박은 한 개의 합성물(合成物)인 동산이나 일반동산과는 다른 특수한 성질이 있다. 일반적으로 물건에는 국적이나 주소 또는 특정한 이름이 없으나 선박은 사람과 같이 국적과 명칭을 부여하고 사람의 주소에 해당하는 선적항을 정하고 선박의 크기(적재량)를 확정하여 인격자와 유사한 성질을 갖게 하고 있다.(선박의 인격자 유사성)

##### 선박의 국적
선박이 어느 국가에 속하느냐에 따라 한국선(韓國船)과 외국선(外國船)의 구별을 갖게 된다. 이 국적에 따라 국제법·행정법·섭외사법상의 중요한 영향을 받게 된다. 대한민국의 선박법은 선박의 국적을 정함에 있어 '소유자주의(所有者主義)'를 취해 한국 국민이 소유하는 선박을 한국선박으로 정하고 있다(선박 2조).

##### 선적항
선적항(船籍港)은 선박소유자의 주소지에 정하되 선박의 항행할 수 있는 수역에 접하고 있는 시·읍·면(市邑面)의 명칭에 따라 표시한다(선박시 2조). 선박의 등기와 등록 및 국적증서를 교부받는 일은 선적항에서 행한다(선박 제8조).

##### 선박의 등기와 등록
일반동산에는 등기제도가 없으나 선박은 그에 특수성 때문에 그에 관한 권리상태를 공시하기 위하여 부동산과 같은 등기제도를 두고 있다(743조, 선박 8조). 즉 총톤수 20톤 이상의 한국선박은 등기할 권리와 의무가 있고(743조, 선박 6조), 등기 후 해운관청의 선박원부(船舶原簿)에 등록하고 국적증서를 교부받아야 국기를 게양할 수 있고 항행할 수 있다(선박 10조). 이것은 상업등기부에 하는 것이 아니므로 상업등기는 아니다.

### 선박소유권
선박소유권이 물권(物權)에 속하는 선박이 동산인 이상 동산소유권임에는 틀림 없으나 선박의 양도에 관하여서는 특칙을 두고 있다. 등기선박에 있어서는 소유권 이전에 관하여 민법상의 일반 원칙과는 달리(민 188조 1항：합의와 인도) 당사자간의 합의만으로 효력이 발생하게 하고 등기와 등록을 함으로써 제3자에 대한 대항력을 갖게 하였다(743조).

### 선박소유자 책임제한
법률상 채무를 부담하는 자는 그 채무 발생원인이 무엇이든지 그의 전재산으로 인적인 무한책임(無限責任)을 지는 것이 원칙이다. 그러나 여러 가지 복잡한 사회생활에 있어서는 채무에 관한 무한책임에 대하여 예외를 인정함이 합당할 경우가 있다. 해상기업에 있어서는 기업의 특수성과 국민경제에서 차지하는 중요성 및 해상기업보호라는 정책적 고려 때문에 일정한 경우에는 물적(物的)인 또는 인적(人的)인 유한책임제도(有限責任制度)를 인정하고 있다. 이러한 제도는 각국이 모두 인정하는 바이나 그의 방법과 정도는 각국이 독자적인 제도를 발전시켰다. 우리 법은 1924년 통일조약을 계수하였으므로 '선가책임주의'와 '금액책임주의'를 병용하고 있다(746조, 747조, 750조). 선가책임이란 선박소유자의 책임을 그 항해가 끝난 때의 선박(船舶)의 가액을 한도로 제한하는 인적 유한책임(人的有限責任)을 말한다. 다만 이와 같은 유한책임을 인정하는 경우에는 채권자에게 큰 이해관계가 있으므로 특별히 명문으로 규정하고 있다(746조). 우리 법의 금액책임주의는 선박소유자의 책임한도액을 선박의 사고(事故)마다 정하고 채권을 발생케 한 선박의 책임 톤수에 따라 금액의 한도를 정하여 책임을 지도록 하고 있다(747조). 사고로 물적 손해와 인적 손해가 함께 발생한 때에는 앞서 말한 책임기금(제1기금) 외에 다시 같은 금액의 책임기금(제2기금)을 형성하여 책임을 면할 수 있다.

##### 감항능력
선박이 항해에 관한 통상적 위험을 감당(堪當)하여 안전하게 항해할 수 있는 능력을 말한다. 선박의 감항능력이라고 하는 것은 상대적인 개념으로 '선박이 부보된 해상사업에서 통상 일어날 수 있는 해상위험을 견디어 낼 수 있을 만큼 모든 점에서 상당히 적합할 때에는 감항능력이 있는 것으로 간주된다. 이것은 용선자(傭船者)와 송하인(送荷人)에 대하여 선박이 발항할 당시에 당연히 부담하는 해상운송인의 의무로서, 운송물을 안전하고 지체 없이 목적지에 도달시키기 위하여 담보하는 의무이기 때문에 항행과 각 하물에 따라 요구되는 능력의 정도가 다른 상대적인 것이다. 감항능력의 의무내용은 ① 선박이 물리적(物理的)으로 안전항해를 할 수 있는 강도·구조·설비 및 성능을 가지고 있어야 하고, ② 필요한 선원을 승선시키고 필요보급품(補給品)을 보급해야 하고, ③ 운송물을 적재한 선창설비가 그 운송물의 수령·보관·운송에 적합한 상태를 유지하고 있을 것 등이다(787조).

### 해상기업 보조자
해상기업의 인적조직에 있어서 보조자를 보면 해상보조자와 육상보조자가 있고 독립된 상인으로서 선박대리점·운송주선인(運送周旋人)·해운중계인·예선업자(曳船業者)·하역업자(荷役業者)·도선사(導船士) 기타 항만업자(港灣業者) 등 많은 기업보조자가 있어서 해상기업이 영위되고 있다. 해상법에 있어서는 해상보조자로서 가장 중요한 선장에 관해 규정하고 있다.

## 해상기업활동

### 해상운송계약
해상운송계약은 물건이나 여객을 장소적으로 이전시키는 일의 완성을 목적으로 하는 계약, 즉 운송인은 운송할 것을 인수하고 상대방은 이에 대하여 보수를 지급할 것을 약정하는 계약이다. 운송인수인은 선박소유자·선박임차인(裸傭船者 포함)·정기용선자·운송주선인·재운송인(再運送人) 등으로 이들을 해상운송인이라 하고 이들의 상대방인 용선자 또는 송하인은 운송위탁자(委託者)라 한다. 해상운송계약의 법적 성질은 일반운송계약과 마찬가지로 도급계약의 일종이고 쌍무·유상(有償)·낙성(諾成)·불요식(不要式)의 계약이다. 한편 운송행위는 기본적 상행위로서 상법에 해상운송계약에 관하여 상세한 규정을 두고 있으므로 도급에 관한 민법상의 규정이 적용될 경우는 극히 적을 것이다.

### 해상물건운송계약
해상물건운송계약은 해상에서 선박에 의하여 물건의 운송을 인수하는 계약을 말하고 운송의 목적물은 유체물(有體物)이면 되고 가격은 불문한다. 선박의 공선(空船)항해의 위험을 덜기 위하여 싣는 밸러스트(ballast)는 운송물에 포함하지 아니한다. 운송에 관한 법률관계의 적용을 위하여서 운송물이 반드시 선박에 적재되어 있어야 할 필요는 없고 운송인이 수령하여 보관할 수 있으면 운송물을 취급한다. 예선계약은 이 점에 있어서 해상운송과 다르다.

### 용선계약
해상운송인이 선박의 전부 또는 일부를 운송에 제공하여 물건을 운송하는 형태를 용선계약이라 한다. 용선계약에는 선복(船腹：space)의 전부를 제공하는 전부용선계약(whole charter) 및 용선계약의 존속기간을 특정한 항해로 한정하는 항해용선계약(voyage charter), 일정기간으로 한정하는 정기용선계약(기간용선：time charter)이 있고 또한 용선자가 다시 제3자와 운송계약을 체결하는 재용선계약(subletting：sub－charter)이 있다. 항해용선계약은 특정한 항해를 할 목적으로 선박소유자가 용선자에게 선원이 승무하고 항해장비를 갖춘 선박의 전부 또는 일부를 물건의 운송에 제공하기로 약정하고 용선자가 이에 대하여 운임을 지급하기로 약정함으로써 그 효력이 생긴다. (상법 제827조 제1항)

### 개품운송계약
운송인이 개개의 물건의 운송을 인수하고 송하인이 이에 대하여 운임을 지급할 것을 약속하는 운송형태를 말한다. 이 계약에 있어서의 용선계약은 달리 선박의 개성은 중요치 않고 하물의 성질이나 크기·중량이 계약의 중심이 된다. 일반 무역상품은 이 개품운송계약으로 정기선(定期船：liner)에 의하여 운송되므로 현대 해운에 있어서 가장 중요한 운송형태이다. 이 개품운송은 다수의 운송위탁자와 계약하게 되므로 대량적·집단적 거래형식을 취하게 되어 운송계약도 보통계약조관에 따른 부합계약(附合契約)으로 되고 정형적(定型的) 거래방식을 취하게 된다.

### 통운송계약과 복합운송계약
국제 무역거래가 활발하여지고 정기항해가 발달함에 따라 운송용구(運送用具)도 선박·기차·자동차 등으로 연결되어 통선하증권(通船荷證券：through bills of lading)이 필요하게 되고 통운송계약이 발달하고 있다. 이와 같이 운송구간을 달리하는 여럿의 운송인이 한 통의 선하증권(B/L)에 의하여 전구간의 운송을 인수하게 하는 운송계약을 통운송계약이라고 한다. 이 계약에는 제1운송인만이 송한인에 대한 당사자로서 계약하는 단순통운송과 전운송인 공동으로 당사자가 되는 공동통운송(公同通運送)이 있다. 근래에는 송하인의 문전(門前)에서 수하인의 문전까지(door to door)를 목표로 하는 컨테이너(container) 운송이 발달하여 선박으로부터 내륙까지 통(通)하는 정기화물운송의 혁명이 일어나고 있다. 이러한 복합적 운송수단의 발달로 종래의 해상운송인의 채무부담의 한계가 내륙까지 확장되었으므로 복합운송에 있어서 발행되는 선하증권에 관한 법적 효력에 관하여서도 국제간에 통일적인 적용이 바람직하게 되었다. 그리하여 1969년 국제해법회의(CMI)에서 복합운송조약안(複合運送條約案：Tokyo Rules, 1969)이 성립하였고 UNCTAD 제3회 총회(1972년 칠레의 산티아고에서 개최)에서도 국제복합운송조약을 체결할 것을 결의하였으므로 이에 따라 정부간 해사협의기구(政府間海事協議機構)에서 국제조약으로 채택하리라 예상된다.

### 선하증권
선하증권(船荷證券, bill of lading：B/L)이란 운송물을 수령 또는 선적한 때 용선자(傭船者)나 송하인의 청구에 따라 선박소유자가 발행하여 양륙항(揚陸港)에서 증권소지인에게 운송물을 인도할 것을 약속하는 유가증권이다. 선하증권은 국제무역의 결제에 있어 기본적인 역할을 한다. 즉 국제거래를 위한 해상운송에는 보통 장시일이 소요되고, 또 대량운송이 이루어지는데 송하인은 선적, 즉 선하증권으로 화환(貨換)어음을 발행하여 운송물건의 대금회수를 할 수 있으므로, 선하증권은 단순한 수령증권(受領證券)으로부터 유가증권으로 발전하여 온 것이다. 선하증권의 성질로서는 다음과 같은 것이 있다. (1) 절대적 유가증권성(有價證券性) ― 유가증권은 일반적으로 증권의 점유와 증권면에 표창되는 권리의 행사 및 이전과는 불가분의 관계를 갖고 있다. 선하증권도 이 점에 있어서 증권을 떠나서는 처분을 불허하므로, 절대적 유가증권성이 있고 또 '제시증권(提示證券)'이고 '환수증권(還受證券)'이다. (2) 인도증권성(引渡證券性) ― 선하증권은 운송물의 인도를 목적으로 하는 채권을 표장하는 것이나 증권의 인도는 운송물의 인도와 동일한 효과를 가지므로 물권적(物權的)인 효력도 있다. (3) 당연한 제시성(提示性) ― 배서금지(背書禁止)의 기재문구가 없는 이상 법률상 당연히 지시식(指示式)으로 배서양도를 하고 유통되는 성질이 있다. (4) 문언증권성(文言證券性) ― 운송인과 선하증권소지인 사이에는 운송에 관하여 선하증권의 문언에 따라서 권리와 의무가 결정된다. 그러나 선하증권에는 추정적 증거력(推定的證據力)만을 인정하고 있으므로 문언성은 그 점에서 약화된다. (5) 요인증권성(要因證券性)·요식증권성(要式證券性) ― 선하증권은 일반적으로 요인성이 있으므로 수표와는 다르고, 또 한편 증권면(證券面)의 기재사항은 법으로 정하고 있으므로 요식증권의 성질도 갖는다. 그러나 이 요식성은 어음·수표처럼 엄격한 것은 아니고, 중요부분에 흠결이 있지 않는 한 약간의 기재사항이 빠져도 증권 자체가 당연히 무효가 되는 것은 아니다.

##### 선적선하증권·수취선하증권
정기선 운송에 있어서 운송인이 선적하기 위하여 운송물을 수령하고 선적 전에 선하증권을 발행하는 경우가 있는데 이것을 수취선하증권(received B/L)이라 하고, 선적하고 나서 송하인의 청구에 따라 발행한 선하증권을 선적선하증권(shipped B/L)이라 한다. 수취선하증권의 유효성에 관해서는 구법(舊法)상 다툼이 있었으나 B/L통일조약도 그 발행을 인정하고 상법에 있어서도 수취선하증권의 발행에 관한 규정을 두고 있어서(852조 1항) 유효성에 관한 이론은 해소되었다. 다만 수취선하증권에 의한 화환어음의 할인(割引)을 은행이 기피하였기 때문에 선적 전에 선적선하증권을 발행하는 경우가 있으나 이러한 부실기재의 증권도 선하증권으로서 유효하다. 다만 이런 부실기재에 위법성이 있어 제3자에게 손해를 끼치는 경우 B/L발행인은 손해배상책임을 진다(민 750조).

##### 통선하증권·환적선하증권
통선하증권은 공동통운송계약에 있어서 전운송인이 서명·발행한 선하증권을 말한다. 환적선하증권(transshipment B/L)은 단순통운송에 있어서 중간운송인이 자기 운송구간(運送區間)에 대하여 제1운송인에게 발행하는 증권이다.

##### 무사고선하증권
무사고선하증권이란 운송물의 선적에 있어서 그의 수량·상태·포장 등에 관하여 하자(瑕疵) 또는 손상에 관한 기재문언을 기입치 아니하고 운송물이 완전한 상태로 선적된 것으로 발행하는 선하증권이다. 해상운송은 그의 대량성·신속성 때문에 개개의 운송물을 검사할 수 없는 한편 거래은행이나 B/L 매수인은 무사고 B/L을 요구하므로, 이 무사고선하증권이 정형화된 것이나 증권의 진실성의 요구에 배치하므로 이를 금지하여야 한다는 설이 유력하고 각국은 아직 이에 관한 논의에 명백한 해결을 내리지 못하고 있다.

##### 적선하증권
증권을 붉은 색(色)으로 인쇄하여 선하증권과 보험증권(insurance polish)을 병합한 것으로 다음 2종이 있다. ① 일반 선하증권과 같은 성질이나 별도로 운송인이 법률상 면책되는 손해에 대하여서는 책임을 질 것을 약정하기 위하여 쓰이는 증권, ② 선하증권과 보험증권의 성질을 병합한 것, 즉 운송인이 송하인에 대하여 보험자의 대리인으로서 보험계약도 체결하는 것의 2종이 있다.

### 보증인도
해상운송에 있어서 선하증권이 발행되면 선하증권소지인만이 그 운송물의 인도를 청구할 수 있는 것이 원칙이다. 즉 운송물은 선하증권과 서로 바꾸어 물건의 인도를 청구할 수 있다. 또는 B/L 소지인만이 운송물의 멸실이나 파손에 대한 손해배상청구를 할 수 있다. B/L이 발행된 때에는 이와 같이 운송물에 관한 모든 권리가 B/L소지를 요건으로 행사되는 것이나 해운의 실무에 있어서는 신속한 운송물인수를 위하여 B/L 도착 전에 거래은행의 보증서(letter of guarantee：L/G)를 받아서 운송인으로부터 운송물을 인도받는 경우가 있다. 이것을 보증인도라 한다. 상시 거래관계에 있는 경우에는 보증서없이도 우선 운송물을 인도하는 때도 있다. 이런 것을 '가인도(假引渡)' 또는 '공도(空渡)'라 한다.

### 해상여객운송계약
(1) 해상여객운송도 운송계약인 점은 해상물건운송과 같으나 다만 운송계약의 목적이 자연인이란 점에서 다를 뿐이다. 양자는 그 개념이나 법적 성질도 같아서 도급계약이다. 한편 선주가 선실과 식사제공의 의무를 부담하므로 도급과 임대차의 혼합계약(混合契約)이라고 설명하나 결국 도급계약에 부서되는 것임에 틀림없다. (2) 해상여객운송계약은 해상에서 선박으로 사람을 운송할 것을 인수하는 계약이다. 이에 대하여서는 해상법상의 여객운송에 관한 규정(821조-831조)과 육상운송 및 해상물건운송의 일부 규정을 준용한다(830조). (3) 해상여객운송의 경우에도 '용선계약'과 '개별계약'의 두 종류로 나눌 수 있다. 용선계약의 경우는 주로 이민수송(移民輸送)·단체유람항해 또는 원양기업기지에 일시적으로 어선원수송을 하는 경우를 들 수 있다. 이 경우에는 운송인과 용선자간의 법률관계는 물건운송에 관한 일반규정이 준용되므로 각 여객과 용선자와의 관계는 별도로 재운송으로서 여객운송계약이 이루어진다고 본다. 해상여객운송은 일반적으로는 정기항해로 정기선에 의하여 개별적인 운송계약이 이루어지는 것이 상례이다. 해상여객운송에 있어서의 운송인의 책임에 관하여서는 1961년 통일조약이 성립되어 있다.

## 해손·해난구조·해박금융

### 해손
해상기업은 해상의 위험 때문에 선박과 하물에 각종의 손해를 입게 되는 것은 불가피한 일이라 하겠다. 이런 손해를 통틀어 해손이라 한다. 즉 선박이나 하물의 모든 가치의 감소를 광의의 해손이라 하고 해손 중 항해에 있어서 통상 발생하는 선박의 소모·도선료·입항세금 등을 '소해손(小海損)'이라 한다. 이런 것은 운송인이 운임에서 부담하므로 법률상 문제될 것이 없으나 소위 '협의의 해손' 즉 공동해손(共同海損)과 단독해손(單獨海損)(선박충돌 등)은 해상법상 특칙이 필요하다. 그것은 이상원인(異常原因)으로 발생하는 손해를 조정할 필요가 있기 때문이다. 한편 이러한 사법상의 규정 외에 해손의 발생을 방지하고 해상에 있어서 안전을 확보하기 위한 공법규정이 필요하다. 예컨대 해상교통안전법(海上交通安全法)·개항질서법(開港秩序法)·항로표지법(航路標識法)·선박안전법(船舶安全法)·수난구호법(受難救護法) 등이 그것이다.

##### 공동해손
공동해손이란 선박과 하물이 당면한 공동위험을 면하기 위하여 선박 또는 하물에 대하여 행한 처분으로 발생한 손해와 비용을 말한다. 성립요건으로는 (1) 공동의 위험 ― 선박과 하물이 공동의 위험을 면하기 위하여 취하는 조치일 것. 공동의 위험이 있어야 하므로 선박과 적하(積荷)의 복수의 이해관계인이 존재하여야 하고 동일한 위험원인이 있어야 한다. 그 위험은 장래의 예상에 따른 것이 아니라 현실적으로 닥친 것이어야 하나, 그 위험은 발생원인에 대해서는 이를 묻지 아니한다. (2) 공동해손의 행위 ― 선박 또는 적하물에 대한 선장의 고의(故意)이고, 비상한 처분이 있어야 한다. 선장의 고의의 처분이 있어야 하므로 불가항력에 의한 손해는 공동해손이 아니다. 또 비상한 처분이므로 통상적으로 발생하는 것이 아닌 손해와 비용이어야 한다. (3) 손해와 비용 ― 선박이나 하물 또는 그 두 가지에 모두 손해나 비용이 발생하여야 한다. 이 손해와 비용과 선장의 처분 사이에는 상당 인과관계(因果關係)가 있어야 한다. 이때 공동해손으로 되는 손해나 비용의 범위에 관해서는 '공동안전주의'·'공동이익주의'·'희생주의'의 세 입법주의가 있으나, 상법은 희생주의를 취하고 있다고 보고 있다. (4) 처치 후의 잔존 ― 선박이나 하물이 이러한 처분을 한 후 잔존하기만 하면 된다(833조). 공동해손의 분담(分擔)에 있어 공동해손의 분담의무자는 공동위험에 처하였던 구성원이 된다. 이를 '공동위험단체'라 하고 선박·하물·운임의 이해관계인 및 공동해손 손해 자체(自體)로 구성된다. 즉 선박과 하물의 가액(價額)과 운임의 반액(半額) 및 공동해손액의 비율에 따라 분담액이 결정된다(833조). 선박의 가액은 도착한 때와 곳의 가격으로 하고 하물의 가격은 양륙(揚陸)한 때와 곳의 가격으로 한다(834조). 단 하물의 가격으로부터 이제 지급할 필요가 없게 된 비용을 공제한다(836조). 또 공동해손분담의무자는 현존하는 가액의 한도 내에서만 책임진다(835조).

##### 단독해손
공동해손이 아닌 해손을 단독해손이라 하고 선박소유자·용선자 또는 하물의 이해관계인 중 특정한 자에 대하여서만 발생한 특정한 손해를 말한다. 즉 천재(天災)나 불가항력으로 부분적인 손해가 발생한 때에는 그 손해는 사실상 그의 소유자만이 부담하므로 법으로 제정할 것이 없다. 따라서 해상법상 해손에 대한 법적 조정의 대상이 되는 것은 공동해손에 관한 것이다.

### 선박의 충돌
선박의 충돌은 해상사고 중 가장 큰 손해를 일으키는 것이므로 충돌을 방지하기 위하여서는 공법상(公法上)의 규제가 있으나(해상교통안전법·개항질서법) 해상법에서는 충돌에 관련된 개개의 이익의 조정 즉 손해배상관계를 규정한다. 선박의 충돌은 항해선 상호간 또는 항해선과 내수선(內水船) 사이에 직접 또는 간접으로 수면에서 접촉하는 것을 말한다(843조). 그것은 2척 이상의 독립된 선박간의 충돌이므로 내수선 상호간이나 예인선(曳引船)과 피예선(被曳船)사이의 충돌 또는 한 선박의 단독적인 부두 또는 항만시설과의 접촉은 충돌이 아니다. 선박의 충돌은 불법행위의 한 경우이나 해상항해의 기술적 성질 때문에 충돌원인은 복잡다양하고 또 쌍방의 과실 유무와 과실경중(輕重)의 판단이 매우 곤란한 경우가 많다. 또한 충돌은 영해(領海)나 공해(公海) 상에서 국적선간에 또는 외국선간에 발생하는 것이므로 법률관계의 적용에 국제적인 문제가 발생하게 된다. 이 점을 감안하여 1910년에 선박충돌에 관한 법규의 통일을 위한 조약이 성립하였다. 상법도 이 통일조약규정을 받아들이고 있고 각국도 그에 따르고 있다.

### 선박담보물권
해상기업의 기본자산인 선박을 취득하기 위하여서는 거액의 자금이 소요된다. 선박을 취득하기 위한 자금은 윈시취득(선박의 조건)의 경우에는 장기처리의 조선자금(造船資金)에 의존하고 승계취득의 경우에는 장기신용자금에 의존하는 것이 보통이다. 이러한 선박금융에 있어서 채권담보를 위한 특수한 약정담보물권으로서 선박저당권제도가 있다. 한편 선박을 취득한 후 해상기업의 활동과정에 있어서도 단기의 선박금융이 필요함은 물론이다. 이러한 선박에 대한 신용제공을 담보하는 법정담보물권제도가 있다. 이것을 선박우선특권(船舶優先特權：maritime line)이라 한다. 선박에 관한 이러한 저당권과 우선특권을 선박담보물권이라 한다.

### 선박우선특권
선박우선특권이란 일정한 법정채권에 대하여 채권자가 선박과 그 부속물을 목적으로 하여 유치(留置)하고 실행하여 우선변제를 받을 수 있는 해상법상의 특수한 담보권을 말한다. 선박이 항해를 준비하고 실행하기 위하여서는 장비보급수리의 제공이 요구된다. 항해준비를 위한 이러한 선박신용(船舶信用)은 고대로부터 모험대차(冒險貸借：bottomry)에 의하여 충족되어 왔으나 19세기에 들어와서는 모험대차의 불합리성 때문에 점차 소멸하고 이것을 대치한 것이 선박우선특권제도이다. 일반 유치권은 점유가 그 성립 및 존속요건이나 선박우선특권은 점유를 필요로 하지 아니 하고 어느 담보권보다 최우선적인 변제를 받을 수 있는 점에 특색이 있다.

### 선박저당권
선박저당권이란 등기한 선박을 저당권의 목적으로 하는 상법상의 특수한 저당권으로(871조), 저당권의 순위·효력·소멸 등은 민법의 저당권에 관한 규정을 준용한다.